# Colophon kawaii
Colophon kawaii es una especie de coleóptero de la familia Lucanidae.

## Distribución geográfica
Habita en Sudáfrica.